# Kiril Lazarov
Kiril Lazarov (mazedonisch Кирил Лазаров; * 10. Mai 1980 in Sveti Nikole, SR Mazedonien, SFR Jugoslawien) ist ein nordmazedonischer Handballtrainer und ehemaliger Handballspieler.
Lazarov, der zuletzt für den französischen Verein HBC Nantes spielte und für die nordmazedonische Männer-Handballnationalmannschaft (Rückennummer 7) auflief, wurde meistens als rechter Rückraumspieler eingesetzt.

## Spielerkarriere

### Verein
Kiril Lazarov begann 1991 beim RK Ovče Pole in seiner Heimatstadt mit dem Handballspiel. Schnell fiel er auf und wechselte 1994 zum RK Borec Veles, dem größten Verein der Stadt Veles. Bereits mit 15 Jahren debütierte er im Europapokal gegen Dinamo Bukarest. Mit 16 Jahren ging er dann zum Erstliga-Verein RK Pelister Bitola. Hier wurde er 1998 und 2000 mazedonischer Meister sowie 1998 und 1999 Pokalsieger; so dass er ins Visier des großen RK Zagreb aus Kroatien geriet, der ihn 2000 verpflichtete und mit dem er 2001 und 2002 kroatischer Meister und Pokalsieger wurde. 2002 ging er zum ungarischen Spitzenklub Fotex Veszprém. Mit den Männern vom Plattensee gewann er die Meisterschaften 2003, 2004, 2005 und 2006 sowie die nationalen Pokale 2003, 2004, 2005 und 2007 und avancierte zum Publikumsliebling.
International bekannt wurde er in der Saison 2005/06, als er mit 85 Treffern Torschützenkönig der EHF Champions League wurde; ein Jahr zuvor hatte er bereits 76 Tore erzielt. Im Sommer 2006 kursierten Gerüchte, er würde zu den SC Magdeburg Gladiators in die deutsche Handball-Bundesliga oder zum FC Barcelona in die spanische Liga ASOBAL wechseln; Lazarov blieb aber zunächst bei Veszprém. 2007 entschied er sich, bei seinem Ex-Klub, der sich inzwischen RK Croatia Osiguranje Zagreb nennt, anzuheuern. In der Saison 2007/08 holte er sich gemeinsam mit dem Isländer Ólafur Stefánsson mit 96 Treffen zum zweiten Mal die Torschützenkrone der EHF Champions League und das, obwohl er vier Spiele weniger bestritt als der Isländer. Für den Super Globe 2010 wurde er vom katarischen Klub al-Sadd Sports Club ausgeliehen. Zur Saison 2010/11 kehrte Lazarov Zagreb nach drei Meisterschaften den Rücken und wechselte nach Spanien zu BM Ciudad Real. Bedingt durch die Lizenzübertragung von BM Ciudad Real zu Club Balonmano Atlético de Madrid, lief er seit 2011 für Madrid auf. Dort konnte er zweimal den Super Globe gewinnen. Am 7. Juni 2013 gab der FC Barcelona die Verpflichtung Lazarovs für die kommenden zwei Jahre bekannt. Mit Barcelona gewann er 2013/14 die spanische Meisterschaft, die Supercopa Asobal, die Copa ASOBAL, die Copa del Rey de Balonmano und den Super Globe. In der Spielzeit 2014/15, 2015/16 und 2016/17 gewann er sowohl die Meisterschaft als auch die Copa del Rey sowie 2014/15 die EHF Champions League. Seit Sommer 2017 steht er beim französischen Erstligisten HBC Nantes unter Vertrag. In der EHF Champions League 2017/18 unterlag er im rein französischen Finale Montpellier AHB mit 27:32. Im Dezember 2021 gewann er mit dem HBC den Ligapokal. Nach der Saison 2021/22 beendete er seine Karriere.

### Nationalmannschaft

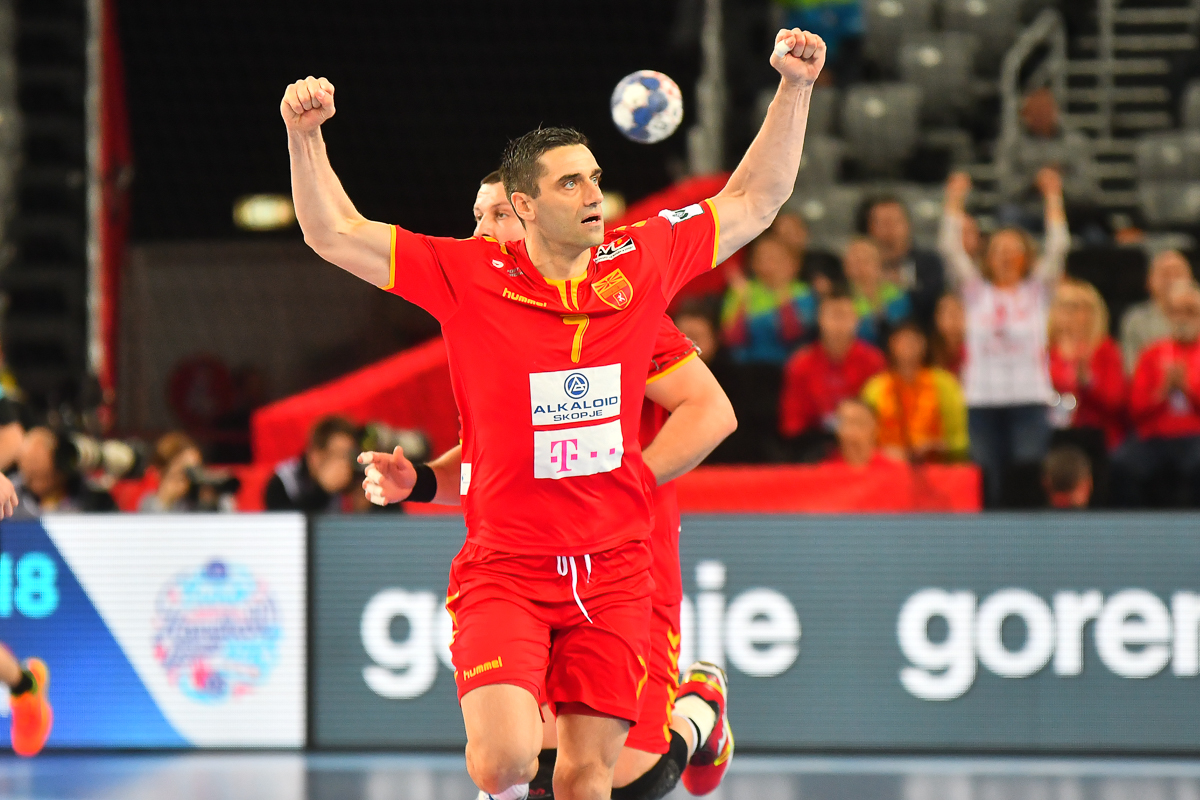
Kiril Lazarov bei der EM 2018

Kiril Lazarov debütierte bereits mit 18 Jahren in der Nationalmannschaft. Nur wenige Monate später nahm er an der Weltmeisterschaft 1999 in Ägypten teil. Erst zehn Jahre später kam Mazedonien auf die große Handballbühne zurück. Bei der Weltmeisterschaft 2009 in Kroatien gelangen dem Mann aus Titov Veles 92 Tore, darunter allein 15 im Spiel um Platz 11 gegen Südkorea. Damit ist er seither der Spieler, der die meisten Tore bei einem Weltmeisterschaftsturnier erzielt hat. Zuvor hielt Yoon Kyung-shin aus Südkorea mit 86 Treffern, aufgestellt bei der Weltmeisterschaft 1995 in Island, diesen Rekord.
Bei der Europameisterschaft 2012 in Serbien, wo sein Team den 5. Platz belegte, gelangen ihm 61 Tore. Damit ist er auch der Spieler, dem die meisten Tore bei einer Europameisterschaft gelangen. Kiril Lazarov ist der erste Spieler, dem es gelang, den Rekord mit den meisten Toren sowohl bei einer Europameisterschaft als auch bei einer Weltmeisterschaft zu halten.
Bei Weltmeisterschaften hat er 308 Treffer erzielt, bei Europameisterschaften 182. Kiril Lazarov ist mit 234 Länderspielen und 1722 Toren Rekordspieler und -torschütze der nordmazedonischen Nationalmannschaft. Nur Guðjón Valur Sigurðsson und Péter Kovács haben mehr Länderspieltore erzielt.

## Trainerkarriere
Seit Februar 2021 trainiert Lazarov der Nationalmannschaft Nordmazedoniens, wobei er diese Funktion bis zum Saisonende 2021/22 als Spielertrainer ausübte. Den als Nationaltrainer nötigen EHF-Master-Coach-Lehrgang absolvierte er im Sommer 2021 erfolgreich. Bei der Europameisterschaft 2022 war er erstmals der Spielertrainer in einem internationalen Turnier. Er verzichtete jedoch auf einen Einsatz als Spieler.
Seit August 2022 ist er zusätzlich Trainer des nordmazedonischen Erstligisten RK Alkaloid Skopje. 2024 wurde er mit Alkaloid erstmals nordmazedonischer Pokalsieger.

## Erfolge und Ehrungen

### Als Spieler
- Mazedonischer Meister 1998, 2000
- Mazedonischer Pokalsieger 1998, 1999
- Kroatischer Meister 2001, 2002, 2008, 2009, 2010
- Kroatischer Pokalsieger 2001, 2002, 2008, 2009, 2010
- Ungarischer Meister 2003, 2004, 2005, 2006
- Ungarischer Pokalsieger 2003, 2004, 2005, 2007
- Spanischer Meister 2014, 2015, 2016, 2017
- Spanischer Pokalsieger 2011, 2014, 2015, 2016, 2017
- Spanischer Königspokalsieger 2011, 2012, 2013, 2014, 2015, 2016, 2017
- Spanischer Supercupsieger 2011, 2012, 2013, 2014, 2015, 2016, 2017
- Pyrenäen-Meister 2015, 2016
- Französischer Ligapokalsieger 2021
- Französischer Supercupsieger 2017
- Französischer Vizemeister 2020
- EHF-Champions-League-Sieger 2015
- EHF-Champions-League-Finalist 2011, 2012, 2018
- Torschützenkönig der EHF Champions League 2006, 2008
- Rekordtorschütze der EHF Champions League mit 1462 Toren in 246 Spielen
- Super-Globe-Sieger 2012, 2013
- Super-Globe-Finalist 2010, 2011
- Torschützenkönig der Weltmeisterschaften 2009, 2017
- Torschützenkönig der Europameisterschaft 2012
- Rekordnationalspieler Nordmazedoniens mit 230 Länderspielen
- Rekordtorschütze Nordmazedoniens mit 1722 Toren
- All-Star-Team der Liga ASOBAL 2014, 2015, 2017
- All-Star-Team der EHF Champions League 2014, 2015, 2016
- Mitglied der Hall of Fame der Europäischen Handballföderation seit 2023[10]

### Als Trainer
- Nordmazedonischer Pokalsieger: 2024

## Persönliches
Kiril Lazarov ist verheiratet und hat einen Sohn und eine Tochter. Sein jüngerer Bruder Filip spielte ebenfalls Handball in der Nationalmannschaft.

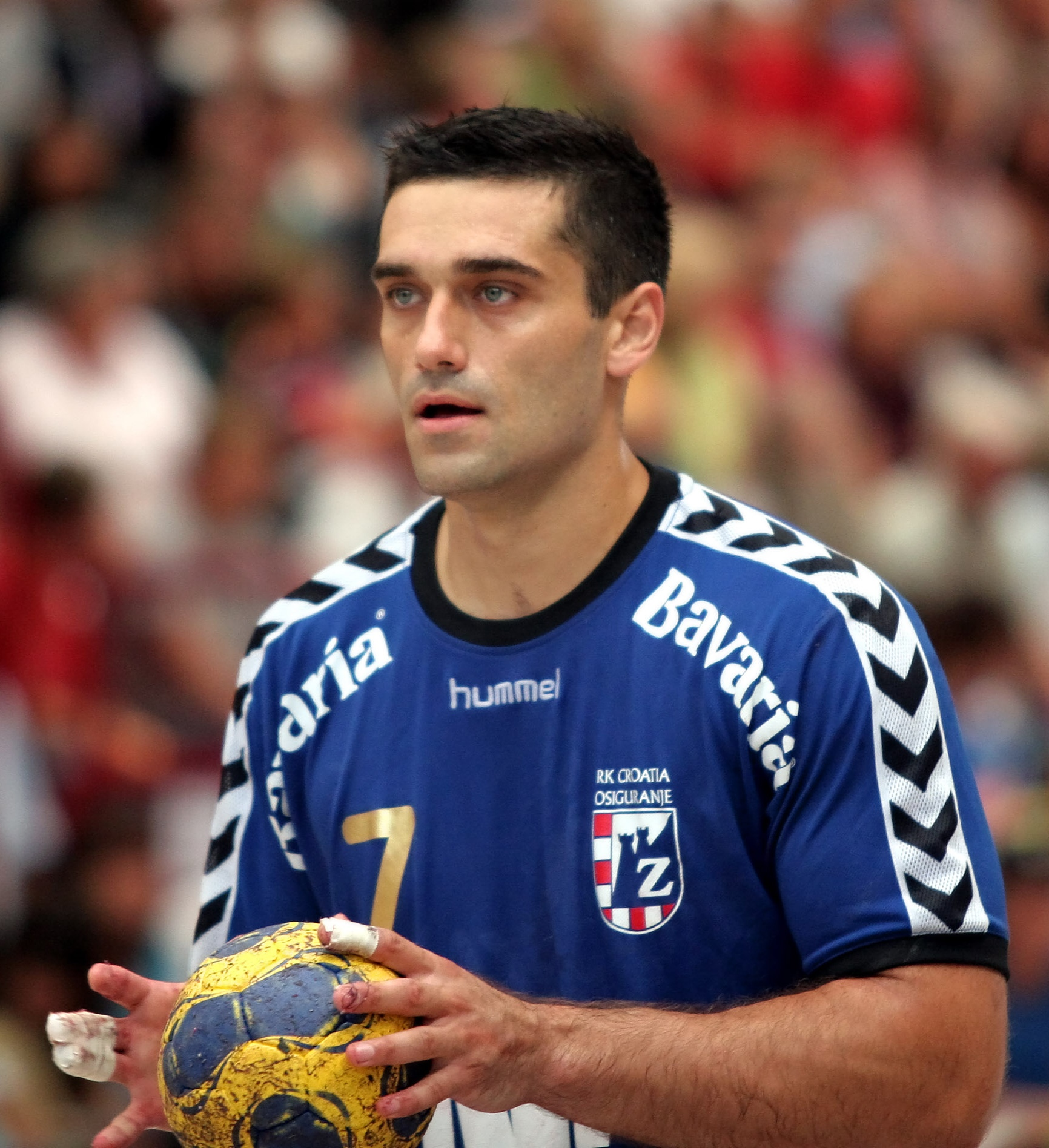
Kiril Lazarov beim Siebenmeter
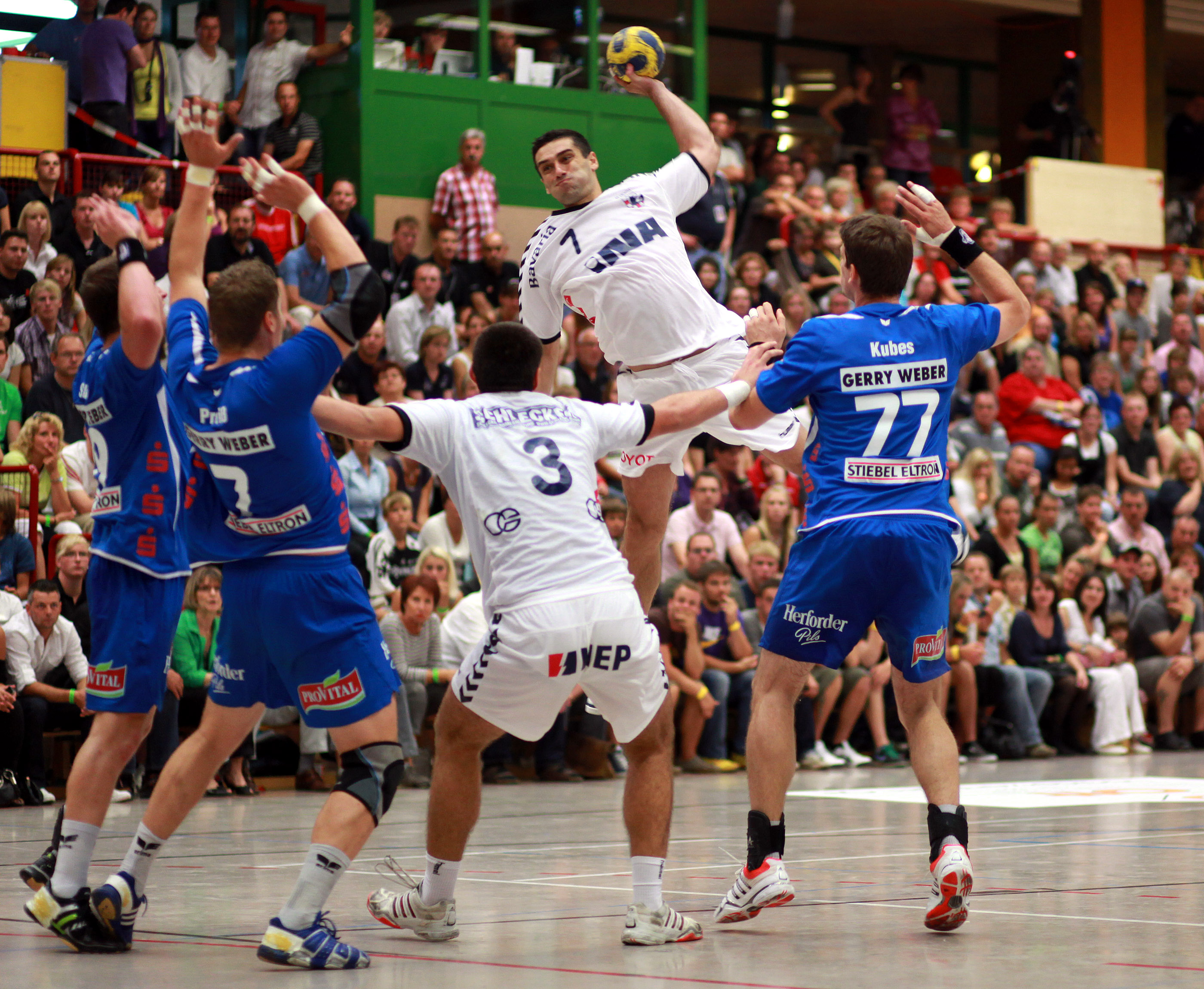
Kiril Lazarov bei einem Wurf aus dem Rückraum